# Stictomischus
Stictomischus är ett släkte av steklar som beskrevs av Thomson 1876. Stictomischus ingår i familjen puppglanssteklar.

## Dottertaxa tillStictomischus, i alfabetisk ordning[1][2]
- Stictomischus alveolus
- Stictomischus apoianus
- Stictomischus bellus
- Stictomischus cumatilis
- Stictomischus curvatus
- Stictomischus elongatus
- Stictomischus fortis
- Stictomischus gibbus
- Stictomischus groschkei
- Stictomischus haleakalae
- Stictomischus hirsutus
- Stictomischus japonicus
- Stictomischus lanceus
- Stictomischus lesches
- Stictomischus longipetiolus
- Stictomischus longiventris
- Stictomischus longus
- Stictomischus maculatus
- Stictomischus marginatus
- Stictomischus miniatus
- Stictomischus momoii
- Stictomischus nitens
- Stictomischus nitentis
- Stictomischus obscurus
- Stictomischus processus
- Stictomischus remotus
- Stictomischus scaposus
- Stictomischus tumidus
- Stictomischus turneri
- Stictomischus varitumidus